# Samsung Galaxy W
O Samsung Galaxy W (GT-I8150) é um smartphone com sistema Android projetado e fabricado pela Samsung.
Foi anunciado em agosto de 2011 como uma versão menor do Samsung Galaxy S II.
Embora anunciado pela própria Samsung a não atualização do sistema operacional Android 2.3.6 para esse tipo de smartphone é possível a sua atualização através da mudança de ROM. Para a atualização não oficial para o Android 4.0.4 pode-se instalar o CyanogenMod9 via o fórum oficial da Xda-developers.

## Ver Também
- Telefone Celular
- Samsung